# KkStB 494
Die kkStB 494 war eine Tenderlokomotivreihe der k.k. Staatsbahnen Österreichs, deren Lokomotiven ursprünglich von der Mühlkreisbahn stammten.
Die Mühlkreisbahn beschaffte diese fünf Lokalbahnmaschinen 1888 bei Krauss in Linz.
Es waren das die einzigen Lokomotiven der Mühlkreisbahn. Etwas ungewöhnlich für österreichische Lokomotiven besaßen sie ein Läutwerk.
Bei der Mühlkreisbahn hatten sie die Namen UHRFAHR, AIGEN, LINZ, NEUFELDEN und ROHRBACH.
Die kkStB, die ab 1900 den Betrieb auf der Mühlkreisbahn führte, bezeichnete die Maschinen zunächst als 94.61–65, ab 1905 schließlich als 494.61–65.
Nach dem Ersten Weltkrieg kamen die fünf Loks zu den BBÖ, die sie bis 1932 ausmusterte.
Die 494.62 wurde bereits 1930 an die Zuckerfabrik Hohenau verkauft und ist heute vor dem Mühlkreisbahnmuseum in Berg bei Rohrbach aufgestellt.